# Brendan Gan
Brendan Gan Seng Ling (giản thể: 颜兴龙; phồn thể: 顏興龍; bính âm: Yán Xìng Lóng; Hán-Việt: Nhan Hưng Long; sinh ngày 3 tháng 6 năm 1988) là một cầu thủ bóng đá người Úc gốc Malaysia hiện đang thi đấu cho câu lạc bộ Selangor và đội tuyển quốc gia Malaysia.

## Sự nghiệp câu lạc bộ
Gan bắt đầu chơi bóng cho câu lạc bộ địa phương của anh ấy, Marton Hammers trước khi anh ấy ký hợp đồng với Sutherland Sharks năm 2000 khi anh ấy 12 tuổi và trải qua các lớp trẻ của họ để có trận ra mắt cấp cao cho câu lạc bộ vào năm 2008. Đó là mùa giải ra mắt này. điều đó đã đưa Gan trở nên nổi bật trên các phương tiện truyền thông địa phương, mang lại danh tiếng ngày càng lớn cho nó. [1] Anh ấy đã không gây thất vọng với những màn trình diễn chói sáng hết tuần này qua tuần khác, cuối cùng đưa anh ấy lên ngôi vị cầu thủ xuất sắc nhất của giải Ngoại hạng New South Wales, đồng thời mang về giải thưởng Huy chương vàng cho cuộc thi. [2]
Sydney FC
Sydney FC
Anh đã được Sydney FC ký hợp đồng cho đội hình khai mạc Giải trẻ quốc gia của họ trước sự cạnh tranh từ các câu lạc bộ đối thủ A-League. [3] [4]
Vào ngày 28 tháng 11 năm 2008, Gan đã có trận ra mắt cho Sydney FC trong trận đấu với Queensland Roar với một vai khách mời dài 5 phút, nơi anh đã lọt vào mắt xanh. [5] [6]
Vào ngày 7 tháng 12, anh ấy đã ghi bàn thắng quyết định ở phút 78 cho Sydney FC trước Newcastle Jets để mang lại cho họ chiến thắng đầu tiên sau 7 trận. [7]
Gan đã được ra mắt đầy đủ vào ngày 13 tháng 12 trong trận đấu với Central Coast Mariners. [8] Anh ghi bàn thắng thứ hai vào lưới Melbourne Victory bằng một cú sút xa từ ngoài vòng cấm. [9]
Gan đã ghi bàn thắng thứ ba vào lưới Wellington Phoenix bằng một cú đánh đầu dũng mãnh từ một quả phạt góc. Bàn thắng này giúp Sydney FC giành chiến thắng 2–0 trước Wellington và đưa họ lên ngôi đầu bảng, bỏ xa Gold Coast United.
Vào ngày 2 tháng 12 năm 2010, chỉ trong trận đấu thứ hai của anh ấy trong mùa giải, anh ấy đã ghi bàn mở tỷ số trong chiến thắng 3–1, một lần nữa trước Wellington Phoenix.
Anh ấy đã được thả khỏi Sydney, cùng với một số cầu thủ khác khi kết thúc chiến dịch Champions League châu Á năm 2011 của Sydney. [10
Bonnyrigg White Eagles
Đại bàng trắng BonnyriggGan ký hợp đồng với Bonnyrigg White Eagles ở NSW Premier League, [11] và có trận ra mắt trong trận đấu ở Vòng 15 với Sydney United. [12]
Sabah FA
Vào ngày 17 tháng 11 năm 2011, Brendan gia nhập câu lạc bộ Malaysia, Sabah với tư cách là một trong hai cầu thủ nước ngoài được phép tham dự giải Malaysia Super League 2012. Brendan, cùng với những người đồng hương của mình, Michael Baird đã ký hợp đồng một năm với Sabah. 
Rockdale City Suns
Brendan đã ký hợp đồng với Rockdale City Suns FC NSW Premier League vào mùa giải tiếp theo vì Sabah không đề nghị gia hạn hợp đồng. Với cơ hội này, anh ấy đã xác nhận ý định trở lại A-League. [14]
Kelantan FA
Kelantan FA
Vào tháng 11 năm 2013, Brendan trở lại Malaysia và ký hợp đồng ba năm với Kelantan. Anh ấy được cho là đã đăng ký làm cầu thủ địa phương cho Kelantan nhưng không được FAM chấp thuận vì theo FAM bất kỳ cầu thủ nào được đăng ký là cầu thủ địa phương đều phải có chứng minh nhân dân hoặc hộ chiếu Malaysia. Vào ngày 6 tháng 4, anh chính thức nhận được chứng minh thư và được Kelantan đăng ký làm cầu thủ địa phương vào kỳ chuyển nhượng tháng 4. [15] [16] [17] [18]
Anh có trận ra mắt trong trận đấu giữa Kelantan với Terengganu, trận đấu kết thúc với tỷ số hòa 1–1. Trong trận đấu đầu tiên của giải Malaysia Super League 2015, Gan bị rách ACL nghiêm trọng ở đầu gối phải, điều này sẽ khiến anh ấy phải nghỉ thi đấu trong phần lớn mùa giải 2015. [19] Vào tháng 9 năm 2016 Gan gặp phải một chấn thương ACL khác, lần này là ở đầu gối trái, dự kiến sẽ khiến anh phải nghỉ thi đấu trong 10 tháng, khiến anh không thể tham dự chức vô địch AFF Cup 2016. [20]

## Thống kê sự nghiệp

### Thống kê câu lạc bộ
Tính đến 15 tháng 3 năm 2020
| Các câu lạc bộ      | Các câu lạc bộ            | Các câu lạc bộ           | Giải   | Giải   | Cup    | Cup    | League Cup   | League Cup   | Continental | Continental | Tổng | Tổng |
| Mùa giải            | Câu lạc bộ                | League                   | Trận   | Bàn    | Trận   | Bàn    | Trận         | Bàn          | Trận        | Bàn         | Trận | Bàn  |
| Australia           | Australia                 | Australia                | League | League | Cup    | Cup    | Khác         | Khác         | Asia        | Asia        | Tổng | Tổng |
| ------------------- | ------------------------- | ------------------------ | ------ | ------ | ------ | ------ | ------------ | ------------ | ----------- | ----------- | ---- | ---- |
| 2008–09             | Sydney FC                 | A-League                 | 2      | 2      | 0      | 0      | 0            | 0            | 0           | 0           | 2    | 2    |
| 2009–10             | Sydney FC                 | A-League                 | 19     | 1      | 3      | 0      | 0            | 0            | 0           | 0           | 22   | 1    |
| 2010–11             | Sydney FC                 | A-League                 | 10     | 2      | 0      | 0      | 0            | 0            | 0           | 0           | 10   | 2    |
| 2011–12             | Sydney FC                 | A-League                 | 0      | 0      | 0      | 0      | 0            | 0            | 0           | 0           | 0    | 0    |
| Tổng                | Tổng                      | Tổng                     | 31     | 5      | 3      | 0      | 0            | 0            | 0           | 0           | 34   | 5    |
| 2011                | Bonnyrigg White Eagles FC | NSW Premier League       | 0      | 0      | 0      | 0      | 0            | 0            | 0           | 0           | 0    | 0    |
| Tổng                | Tổng                      | Tổng                     | 0      | 0      | 0      | 0      | 0            | 0            | 0           | 0           | 0    | 0    |
| Malaysia            | Malaysia                  | Malaysia                 | League | League | FA Cup | FA Cup | Malaysia Cup | Malaysia Cup | Asia        | Asia        | Tổng | Tổng |
| 2012                | Sabah                     | Malaysia Super League    | 9      | 2      | 0      | 0      | 0            | 0            | 0           | 0           | 9    | 2    |
| Tổng                | Tổng                      | Tổng                     | 9      | 2      | 0      | 0      | 0            | 0            | 0           | 0           | 9    | 2    |
| Australia           | Australia                 | Australia                | League | League | Cup    | Cup    | Other        | Other        | Asia        | Asia        | Tổng | Tổng |
| 2013                | Rockdale City Suns FC     | National Premier Leagues | 0      | 0      | 0      | 0      | 0            | 0            | 0           | 0           | 0    | 0    |
| Tổng                | Tổng                      | Tổng                     | 0      | 0      | 0      | 0      | 0            | 0            | 0           | 0           | 0    | 0    |
| Malaysia            | Malaysia                  | Malaysia                 | League | League | FA Cup | FA Cup | Malaysia Cup | Malaysia Cup | Asia        | Asia        | Tổng | Tổng |
| 2014                | Kelantan                  | Malaysia Super League    | 0      | 0      | 0      | 0      | 6            | 0            | 0           | 0           | 6    | 0    |
| 2015                | Kelantan                  | Malaysia Super League    | 1      | 0      | 0      | 0      | 0            | 0            | -           | -           | 1    | 0    |
| 2016                | Kelantan                  | Malaysia Super League    | 17     | 0      | 1      | 0      | 4            | 0            | -           | -           | 22   | 0    |
| Tổng                | Tổng                      | Tổng                     | 18     | 0      | 1      | 0      | 10           | 0            | 0           | 0           | 29   | 0    |
| 2018                | Perak                     | Malaysia Super League    | 13     | 1      | 1      | 0      | 10           | 1            | 0           | 0           | 24   | 2    |
| 2019                | Perak                     | Malaysia Super League    | 16     | 4      | 5      | 1      | 0            | 0            | 0           | 0           | 21   | 5    |
| Tổng                | Tổng                      | Tổng                     | 29     | 5      | 6      | 1      | 10           | 1            | 0           | 0           | 45   | 7    |
| 2020                | Selangor                  | Malaysia Super League    | 4      | 2      | 0      | 0      | 0            | 0            | 0           | 0           | 4    | 2    |
| Tổng                | Tổng                      | Tổng                     | 4      | 2      | 0      | 0      | 0            | 0            | 0           | 0           | 4    | 2    |
| Tổng cộng sự nghiệp |                           |                          |        |        |        |        |              |              |             |             |      |      |

## Sự nghiệp quốc tế
Gan có lần đầu tiên ra sân thi đấu cho đội tuyển Malaysia vào ngày 24 tháng 3 năm 2016 trong trận đấu vòng loại FIFA World Cup 2018 gặp Saudi Arabia.

### Quốc tế
Tính đến ngày 21 tháng 11 năm 2023
| Đội tuyển quốc gia Malaysia | Đội tuyển quốc gia Malaysia | Đội tuyển quốc gia Malaysia |
| Năm                         | Số trận                     | Bàn thắng                   |
| --------------------------- | --------------------------- | --------------------------- |
| 2016                        | 7                           | 0                           |
| 2019                        | 8                           | 1                           |
| 2021                        | 3                           | 0                           |
| 2022                        | 6                           | 0                           |
| 2023                        | 10                          | 0                           |
| Tổng cộng                   | 34                          | 1                           |

#### Bàn thắng quốc tế
| #. | Ngày                 | Địa điểm                                                 | Lần ra sân | Đối thủ  | Bàn thắng | Kết quả | Giải đấu                 |
| -- | -------------------- | -------------------------------------------------------- | ---------- | -------- | --------- | ------- | ------------------------ |
| 1  | 14 tháng 11 năm 2019 | Sân vận động Quốc gia Bukit Jalil, Bukit Jalil, Malaysia | 14         | Thái Lan | 1 –1      | 2–1     | Vòng loại World Cup 2022 |

## Danh hiệu
Kelantan
- Á quân Malaysia Cup: 2015

Perak
- Cúp Malaysia: 2018